# Vatikan
Vatikan ili Vatikanski Grad (lat. Status Civitatis Vaticanae, tal. Stato della Città del Vaticano, službeno: Država Vatikanskoga Grada) najmanja je država svijeta, omeđena zidinama i okružena gradom Rimom u Italiji. Površinom od 0,44 km2 i sa stanovništvom od oko 1000 stanovnika, u obje je kategorije najmanja država svijeta. Grad-država je stvoren 1929. godine Lateranskim ugovorom, kao nasljednik nekada moćne i velike Papinske Države. Vatikan je izborna monarhija kojoj je na čelu biskup Rima – Papa. Vatikan je središte Katoličke crkve i njenog poglavara Pape. Papinska je katedrala bazilika sv. Ivana Lateranskog, a nalazi se izvan vatikanskih zidina.

## Teritorij
Vatikan je jedna od europskih mikro-država, a smjestio se na Vatikanskom brežuljku u zapadnom dijelu centra Rima, nekoliko stotina metara udaljen od obala rijeke Tiber. Granice prema Italiji u potpunosti slijede gradske zidine, koje su izgrađene da bi zaštitile Papu. Granice prestaju pratiti zidine na Trgu sv. Petra gdje granica slijedi Berninijeve kolonade. S Trga sv. Petra vodi Via della Conciliazione (ulica pomirenja), koju je uredio Mussolini nakon potpisivanja Lateranskih sporazuma. Na samom istoku Vatikan je otvoren prema Rimu.
Ime Vatikan dolazi od Latinskog "fort i rort", što je označavalo Vatikanski brežuljak. No, Vatikan je, osim na Vatikanskom brežuljku, izgrađen i na Vatikanskim poljima, gdje je glavnina današnjeg Vatikana.
Vatikan izvan svojih granica posjeduje određene objekte koji imaju eksteritorijalni status. Najpoznatija eksteritorijalna jedinica izvan Vatikana je Castel Gandolfo, papinski ljetnikovac u jugoistočnim predgrađu Rima, a jedan je od naselja poznatih pod nazivom Castelli Romani. Osim Castel Gandolfa, eksteritorijalni status ima još oko 20 građevina u Rimu, od kojih su najvažnije bazilike Sv. Ivana Lateranskog (Basilica di San Giovanni in Laterano), Sv. Marije Velike (Basilica di Santa Maria Maggiore) te Sv. Pavla izvan zidina (Basilica di San Paolo fuori le mura).
Klima Vatikana je mediteranska s umjerenim i kišnim zimama, a vrućim i suhim ljetima.

## Poglavar države
Papa je poglavar Vatikana, a ujedno je biskup rimske biskupije i vrhovni poglavar Katoličke crkve. Papa je izborna funkcija koju bira kolegij kardinala tijekom konklava. Papa je apsolutistički monarh, tj. ima legitimnu, izvršnu i sudsku vlast, i jedini je apsolutistički monarh u Europi. Papa se bira na doživotnu dužnost tijekom konklava na kojima sudjeluju svi kardinali starosti do 80 godina na dan smrti posljednjeg Pape. Uz Papu, Vatikan vode Državno tajništvo i Vatikanski guvernat. Sadašnji papa je Lav XIV. (rođen kao Robert Francis Prevos), državni tajnik je kardinal Pietro Parolin, a guverner Vatikana i predsjednik Papinskoga povjerenstva za Državu Vatikanskoga Grada je kardinal Fernando Vérgez Alzaga.

## Povijest

### Povijest Vatikana do ujedinjenja Italije
I prije pojave Kršćanstva, prostor današnjeg Vatikana se smatrao svetim i nije bio naseljen. U 1. stoljeću nove ere, na tom području car Kaligula gradi cirkus, koji je poslije njega dovršio Neron, po kojemu je cirkus dobio ime. Obelisk koji je danas na Trgu svetog Petra je na to mjesto donesen iz Neronovog cirkusa, a izvorno potječe iz Heliopolisa u današnjem Egiptu. Prema predaji, u istom cirkusu je razapet sv. Petar naglavačke, te je pokopan u blizini, gdje je danas bazilika sv. Petra.
Godine 326. poslije Krista izgrađena je Konstantinova bazilika sv. Petra na mjestu groba svetog Petra. Temelji tadašnje bazilike se nalaze ispod današnje bazilike sv. Petra, a dokazani su tijekom prve polovice 20. stoljeća. Tijekom stoljeća, papinski utjecaj je rastao i pape su stvorile veliku i moćnu državu koja je svojevremeno zauzimala veliki dio Apeninskog poluotoka. Takvo stanje je bilo sve do sredine 19. stoljeća, kada je to područje preuzelo novonastalo talijansko kraljevstvo. Vatikan nije bio tijekom cijele povijesti sjedište pape, već su to bile Lateranska palača, Kvirinalska palača, a od 1309. do 1377. pape su stolovali u Avignonu u Francuskoj.

### Vatikansko „zarobljeništvo” i Lateranski ugovor
Nakon ujedinjenja Italije 1861. godine status papinstva i njegove svjetovne vlasti postao je upitan, što je ostalo poznato pod nazivom Rimsko pitanje. Područje Vatikana je do 1929. godine bilo pod upravom tadašnjeg rimskog distrikta Borgo, ali je Garantnim zakonom Italija jamčila papama određena prava i počasti.
Pape su tijekom tog vremena odbijale priznati talijanskog kralja kao poglavara Rima i odbijali su napustiti Vatikan (posljednji vladar Papinske države, papa Pio IX. ostao je poznat kao Vatikanski zarobljenik). Stanje je napokon riješeno 11. veljače 1929. kada je potpisan Lateranski ugovor između Vatikana i Kraljevine Italije. Ugovor su potpisali Benito Mussolini i kardinal Pietro Gasparri. Ugovor je osigurao neovisnost Vatikana i posebni status Katoličke crkve u Italiji.
Godine 1984. novi je ugovor priznao katoličanstvo kao državnu vjeru u Italiji.

## Politika
██ Diplomatski odnosi
██ Drugi odnosi
██ Bez odnosa
Valja razlikovati državu Vatikan od Svete Stolice. Sveta Stolica je subjekt međunarodnog prava i provodi politiku, dok je Vatikan samo teritorij nad kojim je Sveta Stolica suverena.
Iako je Vatikan najmanja neovisna država na svijetu, Sveta Stolica ima veliki međunarodni utjecaj. Vatikan je glavno sjedište Katoličke crkve i njezinog poglavara pape. Sva veleposlanstva akreditirana su pri Svetoj Stolici i smještena su u gradu Rimu, premda su tijekom Drugoga svjetskog rata poneka veleposlanstva bila smještena unutar Vatikana, kao npr. Ujedinjenoga Kraljevstva. Prema dogovoru s Italijom, ista osoba ne može biti akreditirana kao veleposlanik pri obje države, pa zemlje redovito u Rimu imaju dva veleposlanika.

## Vojska i sigurnost
Vatikan ima najmanju i najstariju vojsku na svijetu – Švicarsku gardu. Osnovao ju je papa Julije II. 22. siječnja 1506., a bila je sastavljena od švicarskih plaćenika. Garda broji 110 pripadnika, koji su zaduženi za neposrednu zaštitu Svetog Oca, čuvanje njegovih rezidencija, a služe i u protokolarne svrhe kao počasna garda.
Corpo della Gendarmeria dello Stato della Città djeluje kao vatikanska policija, iako se skraćeno naziva Vigilanza, što je skraćenica od prijašnjeg naziva.
Za vanjsku obranu Vatikana zadužena je Talijanska Republika.

## Ekonomija
Do 2002. službena valuta je bila vatikanska lira. Danas je u Vatikanu službena valuta euro u skladu s posebnim sporazumom između Vatikana i Europske unije (odluka br. 1999/98/CE).

## Demografija
Na teritoriju grada-države Vatikana danas živi 767 stanovnika. Dio stalnog stanovništva nema vatikansko državljanstvo, a u Vatikanu radi i oko 3000 službenika te 94 pripadnika Švicarske garde.
Po vjerskoj strukturi, u Vatikanu živi 100 % katolika.

## Kultura
U Vatikan dolaze brojni turisti zbog neprocjenivog umjetničkog blaga i graditeljskih spomenika.
Građevine poput bazilike sv. Petra i Sikstinske kapele se smatraju jednim od najvećih svjetskih dostignuća na polju kulturne baštine koji uključuju poznate umjetnike poput Botticellija, Berninija, Rafaela i Michelangela.
Kolekcija Vatikanske knjižnice i fundus Vatikanskog muzeja su od velikog značaja za znanost i kulturu. Od 1984. se Vatikan nalazi pod zaštitom UNESCO-a.

## Promet
U Vatikanu postoji Helidrom Vatikan te željeznica koja povezuje željezničku stanicu pored katedrale sv. Petra s talijanskom željezničkom mrežom. Željeznička linija duga je 300 metara i to je čini najkraćom željeznicom na svijetu.

## Komunikacije
- Radio Vatikan
- Osservatore Romano
- Teleposte

## Vanjske poveznice
- Službene stranice Vatikana  Arhivirana inačica izvorne stranice od 28. studenoga 2007. (Wayback Machine)
  - Vatikanski arhiv  Arhivirana inačica izvorne stranice od 22. travnja 2011. (Wayback Machine)
  - Vatikanski muzej Online
- CIA — The World Factbook — Sveta Stolica (Vatican)  Arhivirana inačica izvorne stranice od 7. siječnja 2019. (Wayback Machine)
- UNESCO
- Stranice Svjetske baštine  Arhivirana inačica izvorne stranice od 30. svibnja 2010. (Wayback Machine)

| Portal:Europa | Portal:Europa |

| Portal:Kršćanstvo | Portal: Kršćanstvo |

### Ostali projekti
|  | Zajednički poslužitelj ima stranicu o temi Vatikan    |
|  | Zajednički poslužitelj ima još gradiva o temi Vatikan |
|  | Zajednički poslužitelj sadrži atlas Vatikana          |